# 相模原線
相模原線（日语：／ Sagamihara sen */?）是一條連結東京都調布市調布站和神奈川縣相模原市綠區橋本站，屬於京王電鐵的鐵路線。車站編號使用路線記號為KO。
京王電鐵的路線當中唯一沿線位於神奈川縣內的路線。是其中一條往多摩新市鎮的路線。

## 路線資料
- 路線距離：22.6公里
- 軌距：1372毫米
- 複線路段：全線
- 電氣化路段：全線（直流1500V）
- 保安裝置：京王ATC、速度制御式
- 最高速度：110公里/小時

## 年表
- 1916年6月1日，調布站 - 多摩川原站（京王多摩川站），總共長約一公里的路段開始運行。
- 1924年4月1日，調布站 - 多摩川原站路段複線化。
- 1937年5月1日，多摩川原站易名為京王多摩川站。
- 1963年8月4日，架線電壓上調為1500V。
- 1971年4月1日，京王多摩川站 - 京王讀賣樂園站，總共長約2.7公里的路段開始運行，同時改稱相模原線。
- 1974年10月18日，京王讀賣樂園站 - 京王多摩中心站，總共長約9.8公里的路段開始運行。
- 1988年5月21日，京王多摩中心站 - 南大澤站，總共長約4.5公里的路段開始試行。
- 1990年3月30日，南大澤站 - 橋本站，總共長約4.4公里的路段啟用，全線通車。
- 1991年4月6日，南大澤站 - 橋本站之間新建的多摩境站啟用。
- 2010年3月26日，開始使用列車自動控制系統。
- 2012年8月19日，調布站 - 京王多摩川站路段地下化。自此，相模原線所有車站均停止使用平交道。
- 2021年10月31日晚上7時56分左右，在一列由京王八王子開往新宿的京王線特急列車上，一名24歲的男子持刀襲擊車廂內的乘客，並縱火及淋潑疑似汽油液體，造成17人受傷。列車緊急於原不停靠的本站停車，乘客慌忙逃生，調布市警察到場後隨即在列車上將疑犯拘捕。受事件影響，除京王線飛田給～杜鵑丘外，以調布為總站的本線，也因受事件影響，導致調布～若葉台間需暫停服務[1]。

## 車輛

### 現用車輛
- 5000系（2代）
- 9000系（日语：京王9000系電車）
- 8000系（日语：京王8000系電車）
- 7000系（日语：京王7000系電車）

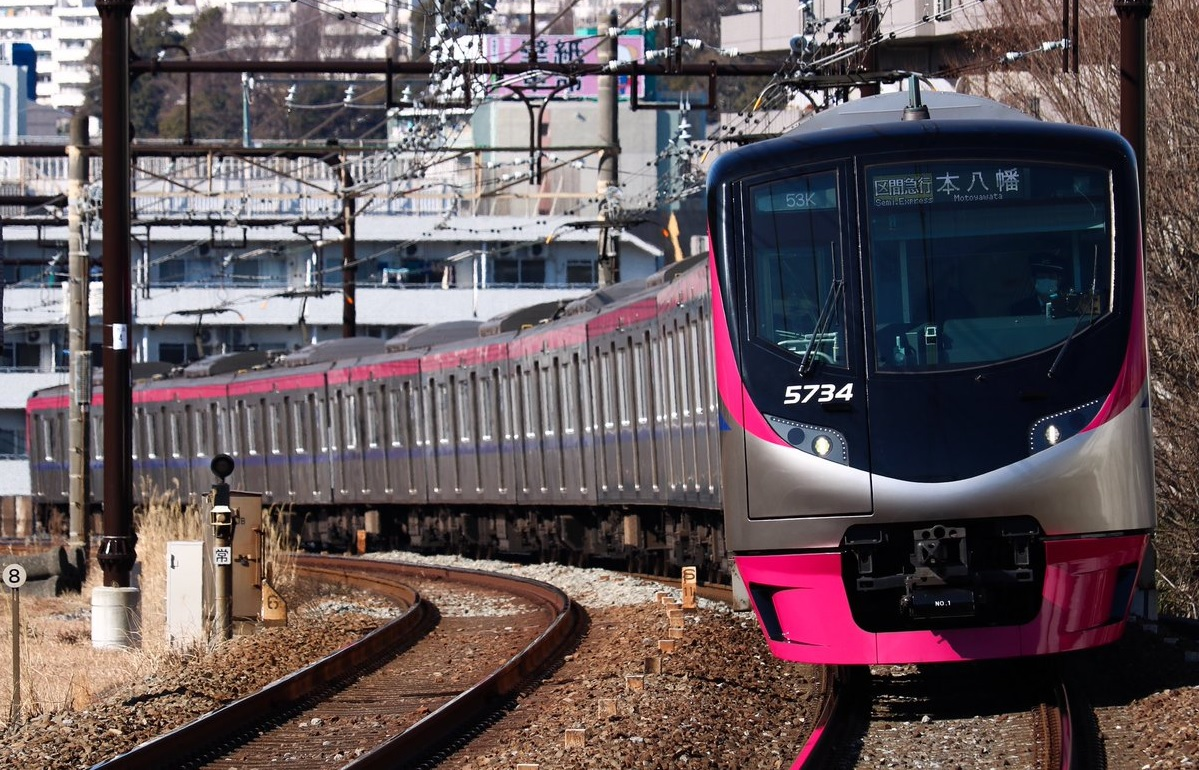
5000系
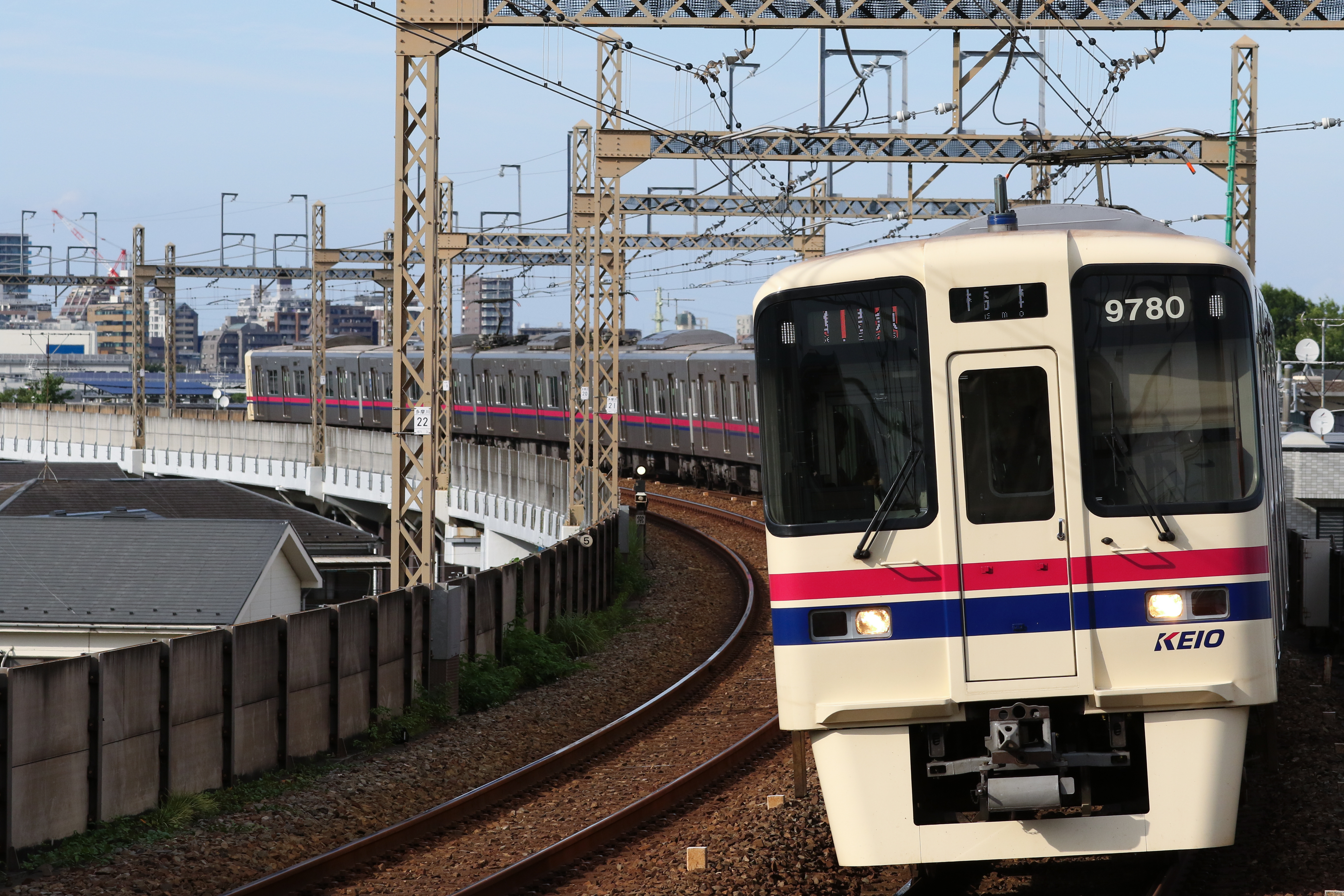
9000系
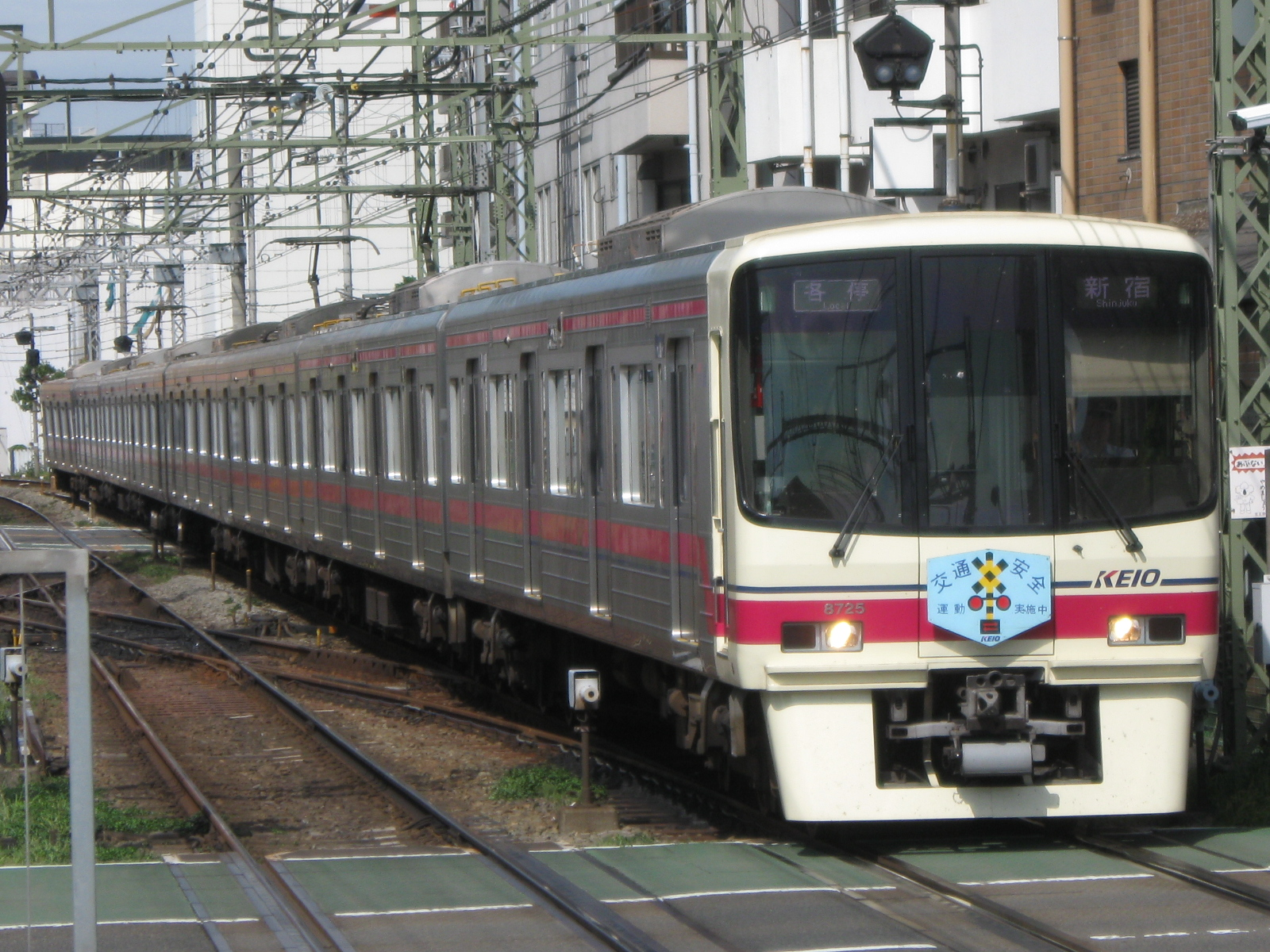
8000系
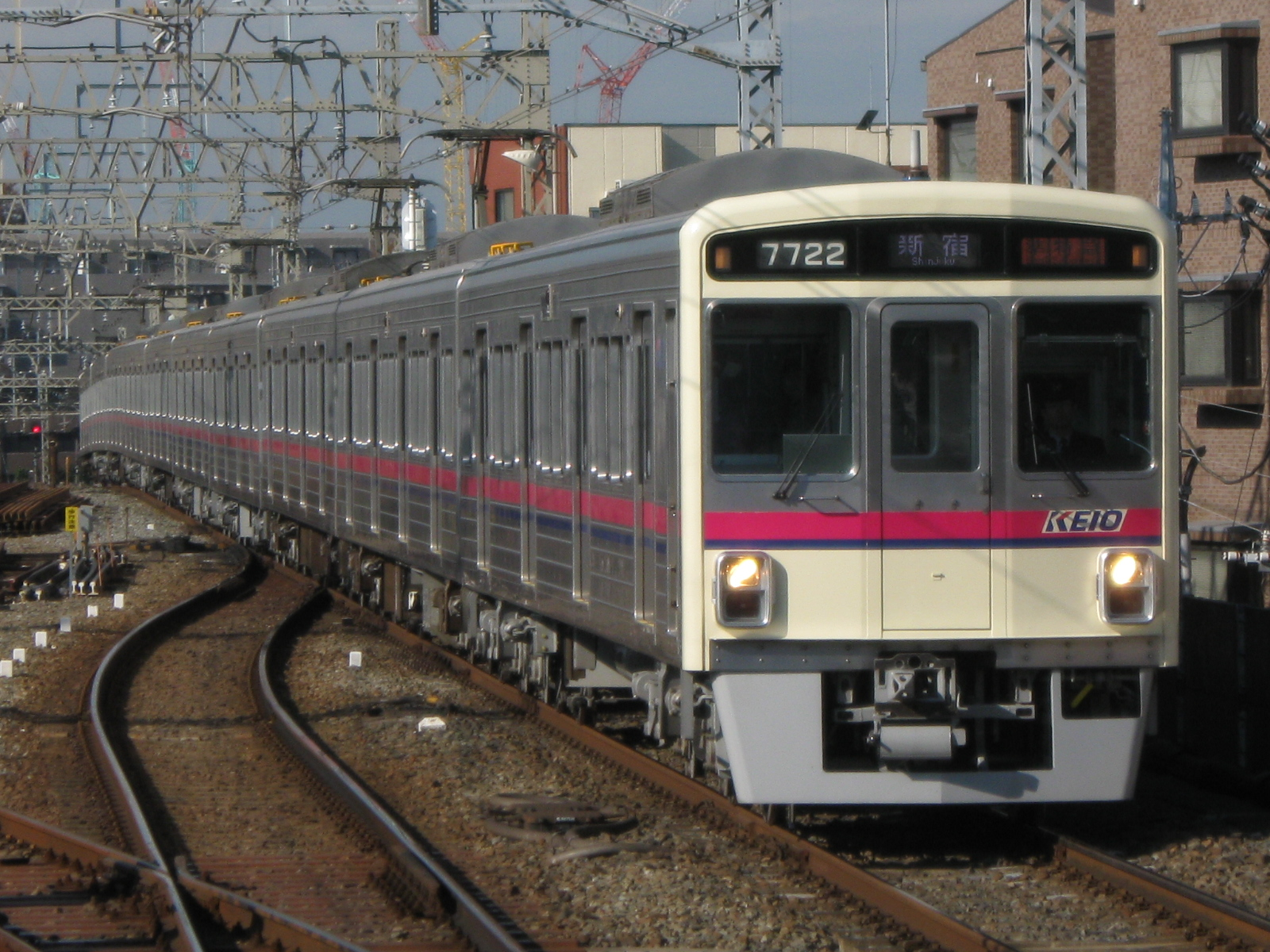
7000系

### 乘入車輛
- 東京都交通局
  - 10-300型

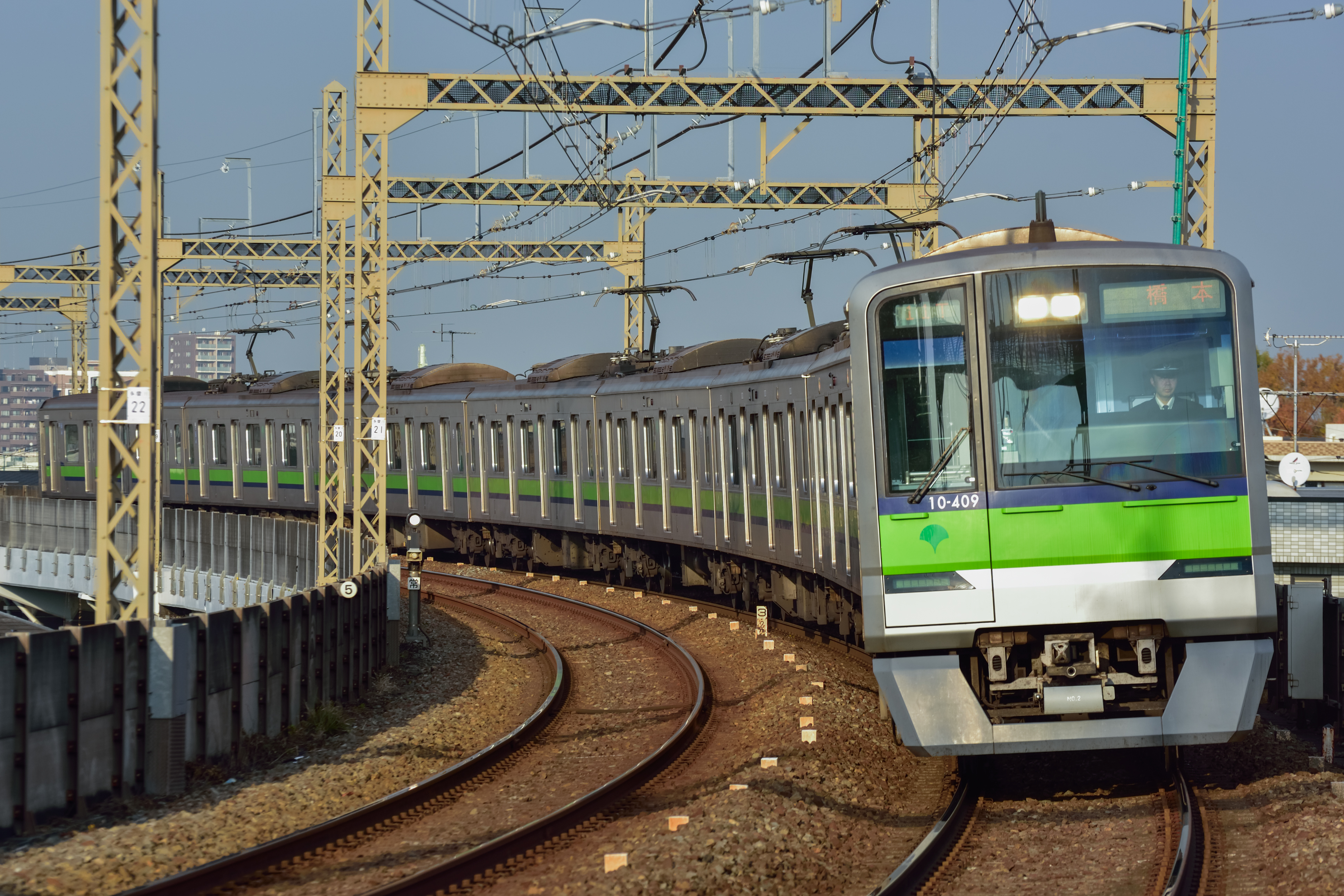
10-300型（1・2次車）
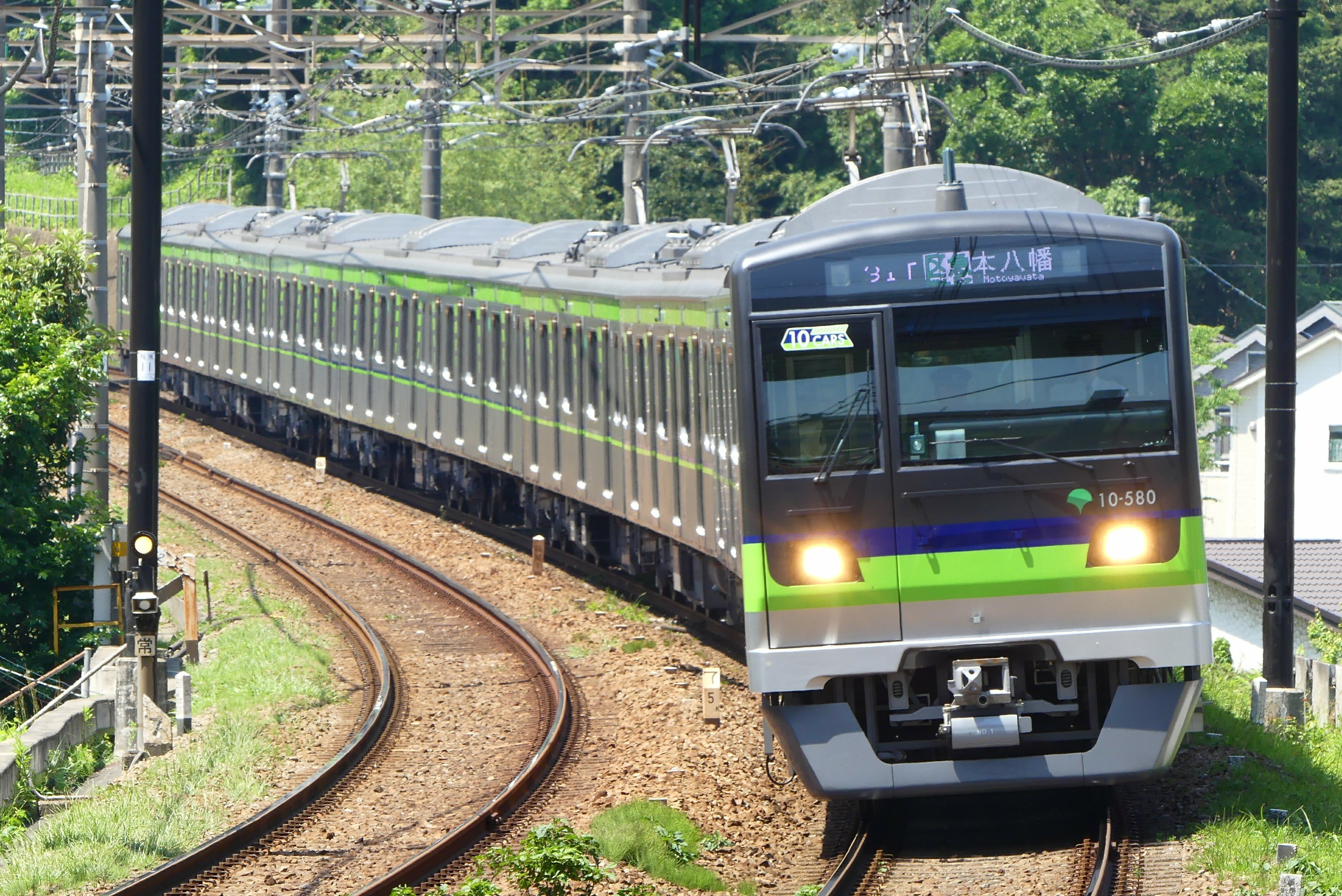
10-300型（3・4・5次車）

## 車站列表
- 2013年2月22日起引入車站編號[2]。

範例
- 停靠站 … ●：停靠，◇：活動時部分列車臨時停靠，｜：通過。各站停車、快速、區間急行停靠所有車站，因此省略。
- #為可以進行上下行待避車站

| 車站編號 | 中文站名      | 日文站名 | 英文站名 | 站間距離 | 累計距離 | 累計距離 | 急行 | 特急 | 接續路線                                                                                     | 所在地                | 所在地                |
| 車站編號 | 中文站名      | 日文站名 | 英文站名 | 站間距離 | 調布起計 | 新宿起計 | 急行 | 特急 | 接續路線                                                                                     | 所在地                | 所在地                |
| -------- | ------------- | -------- | -------- | -------- | -------- | -------- | ---- | ---- | -------------------------------------------------------------------------------------------- | --------------------- | --------------------- |
| KO18     | 調布          |          |          | -        | 0.0      | 15.5     | ●    | ●    | 京王電鐵： 京王線（除部分各站停車外所有列車直通至新宿方向）                                  | 東京都調布市          | 東京都調布市          |
| KO35     | 京王多摩川    |          |          | 1.2      | 1.2      | 16.7     | ◇    | ◇    |                                                                                              | 東京都調布市          | 東京都調布市          |
| KO36     | 京王稻田堤    |          |          | 1.3      | 2.5      | 18.0     | ●    | ●    | 東日本旅客鐵道： 南武線（稻田堤：JN16）                                                      | 神奈川縣 川崎市多摩區 | 神奈川縣 川崎市多摩區 |
| KO37     | 京王讀賣樂園  |          |          | 1.4      | 3.9      | 19.4     | ◇    | ◇    |                                                                                              | 東京都稻城市          | 東京都稻城市          |
| KO38     | 稻城          |          |          | 1.6      | 5.5      | 21.0     | ｜   | ｜   |                                                                                              | 東京都稻城市          | 東京都稻城市          |
| KO39     | 若葉台#       |          |          | 3.3      | 8.8      | 24.3     | ｜   | ｜   |                                                                                              | 神奈川縣 川崎市麻生區 | 神奈川縣 川崎市麻生區 |
| KO40     | 京王永山      |          |          | 2.6      | 11.4     | 26.9     | ●    | ●    | 小田急電鐵： 多摩線（小田急永山：OT05）                                                      | 東京都                | 多摩市                |
| KO41     | 京王多摩中心# |          |          | 2.3      | 13.7     | 29.2     | ●    | ●    | 小田急電鐵： 多摩線（小田急多摩中心：OT06） 多摩都市單軌電車：多摩都市單軌電車線（多摩中心） | 東京都                | 多摩市                |
| KO42     | 京王堀之內    |          |          | 2.3      | 16.0     | 31.5     | ｜   | ｜   |                                                                                              | 東京都                | 八王子市              |
| KO43     | 南大澤        |          |          | 2.2      | 18.2     | 33.7     | ●    | ●    |                                                                                              | 東京都                | 八王子市              |
| KO44     | 多摩境        |          |          | 1.9      | 20.1     | 35.6     | ｜   | ｜   |                                                                                              | 東京都                | 町田市                |
| KO45     | 橋本          |          |          | 2.5      | 22.6     | 38.1     | ●    | ●    | 東日本旅客鐵道： 橫濱線（JH28）、相模線                                                      | 神奈川縣 相模原市綠區 | 神奈川縣 相模原市綠區 |